# Renewal (Colaris-Album)
Renewal ist das erste Studioalbum der deutschen Post-Rock-Band Colaris. Es erschien im Jahre 2012 über Revolvermann Records.

## Entstehung und Hintergrund
Die Lieder für das Album entstanden in den Jahren 2010 und 2011. „The Cave“ wurde beispielsweise auf dem ersten Konzert der Band gespielt und für das Album neu arrangiert. Die Aufnahmen fanden innerhalb von fünf Tagen in den SU2-Studios in der saarländischen Stadt Illingen statt. Produziert, gemischt und gemastert wurde Renewal von Phil Hillen. Gitarrist Jessie Schmidt bezeichnete Renewal als Konzeptalbum über einen Menschen, der sich unter Druck gesetzt fühlt, Angst hat, Fehler zu machen und sich nach Veränderung sehnt. Bei den ersten beiden Lieder erkennt der Mensch seine Lage. Während Lieder „The Cave“ und „Trail“ setzt sich die Person mit dem Vergangenen auseinander und überdenkt seine Lage. Schließlich zeigt die Person bei den beiden abschließenden Titel, dass er seine Lage verändern will.
Die Lieder „Reveal“ und „Aspire“ stellen die Übergänge zwischen den drei Themenblöcken dar. Das Albumcover wurde von Oliver Hummel entworfen. Dabei sollen die Wolken die Gedankenflut des Protagonisten darstellen. Der helle Horizont soll dabei für die positiven, die dunkeln Wolken für negative Gedanken stehen.

## Titelliste
1. Framed – 6:06
2. Unveiled – 8:25
3. Reveal – 5:00
4. The Cave – 6:08
5. Trail – 8:40
6. Aspire – 5:53
7. Focus Shift – 4:14
8. The Way of Origin – 7:21

## Rezeption
Martin Baltrusch vom Onlinemagazin Bloodchamber gab dem Album neun von zehn Punkten für ein „unglaublich kurzweiliges, reines Instrumentalalbum“, dass es schafft, den Hörer über die ganze Spielzeit mitzureißen. Rezensent Brix vom Onlinemagazin Neckbreaker schrieb in seiner Rezension, dass jeder Track eine kleine Perle für sich sei und für genügend Abwechselung sorgt. Er vergab für das Album acht von zehn Punkten. Frank Wehmeier vom Onlinemagazin Metal.de beschrieb Renewal als „anständiges und unterhaltsames Postrock-Album“, vermisste aber die Eigenständigkeit der Band und vergab sieben von zehn Punkten.